# ديمينغ (نيومكسيكو)
ديمينغ (بالإنجليزية: Deming)‏ هي مدينة في مقاطعة لونا، نيو مكسيكو، الولايات المتحدة، وتقع على بعد 60 ميلا (97 كم) غرب لاس كروسيس وثلاثة وثلاثين ميلا إلى الشمال من الحدود المكسيكية. كان عدد السكان 14,855 وفقا لتعداد عام 2010. ديمينغ هي مقر مقاطعة لونا والتجمع السكني الرئيسي بها.

## التركيبة السكانية
حدّد مكتب تعداد الولايات المتحدة بيانات التركيبة السكانية لديمينغ في تعداد الولايات المتحدة. في ما يلي، التركيبة السكانية حسب تعدادي 2000 و2010.

### تعداد عام 2000
بلغ عدد سكان ديمينغ 14,116 نسمة بحسب تعداد عام 2000، وبلغ عدد الأسر 5,267 أسرة وعدد العائلات 3,628 عائلة مقيمة في المدينة. في حين سجلت الكثافة السكانية 326.3 نسمة لكل كيلومتر مربع (845.1/ميل2). وبلغ عدد الوحدات السكنية 6,192 وحدة بمتوسط كثافة قدره 143.1 لكل كيلومتر مربع (370.6/ميل2).
وتوزع التركيب العرقي للمدينة بنسبة 69.66% من البيض و1.23% من الأمريكيين الأفارقة و1.37% من الأمريكيين الأصليين و0.48% من الأمريكيين ذوي الأصول الآسيوية و0.01% من سكان جزر المحيط الهادئ و24.19% من الأعراق الأخرى و3.07% من عرقين مختلطين أو أكثر و64.58% من الهسبانيون أو اللاتينيون من أي عرق.
بلغ عدد الأسر 5,267 أسرة كانت نسبة 39.5% منها لديها أطفال تحت سن الثامنة عشر تعيش معهم، وبلغت نسبة الأزواج القاطنين مع بعضهم البعض 49% من أصل المجموع الكلي للأسر، ونسبة 15.5% من الأسر كان لديها معيلات من الإناث دون وجود شريك، بينما كانت نسبة 4.3% من الأسر لديها معيلون من الذكور دون وجود شريكة وكانت نسبة 31.1% من غير العائلات. تألفت نسبة 27.8% من أصل جميع الأسر من عدة أفراد يعيشون في نفس المنزل ونسبة 15.7% كانت تتألف من شخص يعيش بمفرده يبلغ من العمر 65 عاماً أو أكثر. وبلغ متوسط حجم الأسرة المعيشية 2.63، أما متوسط حجم العائلات فبلغ 3.23.
بلغ العمر الوسطي للسكان 34.9 عاماً. وكانت نسبة 30.6% من القاطنين تحت سن الثامنة عشر، وكانت نسبة 7.9% بين الثامنة عشر والرابعة والعشرين عاماً، ونسبة 22.5% كانت واقعةً في الفئة العمرية ما بين الخامسة والعشرين والرابعة والأربعين عاماً، ونسبة 19.2% كانت ما بين الخامسة والأربعين والرابعة والستين، ونسبة 18% كانت ضمن فئة الخامسة والستين عاماً فما فوق. يوجد لكل 100 أنثى 88.3 ذكر، ويوجد لكل 100 أنثى في الثامنة عشر من عمرها فما فوق 84.2 ذكر.
بلغ متوسط دخل الأسرة في المدينة 20,081 دولارًا، أما متوسط دخل العائلة فبلغ 23,030 دولارًا. وكان متوسط دخل الذكور 25,379 دولارًا مقابل 16,462 دولارًا للإناث. وسجل دخل الفرد الخاص بالمدينة 10,943 دولارًا. وكانت نسبة 28.5% من العائلات ونسبة 32.9% من السكان تحت خط الفقر، وكان من هؤلاء نسبة 47.7% تحت سن الثامنة عشر ونسبة 16.6% في الخامسة والستين من العمر وما فوق.

### تعداد عام 2010
بلغ عدد سكان ديمينغ 14,855 نسمة بحسب تعداد عام 2010، وبلغ عدد الأسر 5,582 أسرة وعدد العائلات 3,729 عائلة مقيمة في المدينة. في حين سجلت الكثافة السكانية 343.4 نسمة لكل كيلومتر مربع (889.4/ميل2). وبلغ عدد الوحدات السكنية 6,226 وحدة بمتوسط كثافة قدره 143.9 لكل كيلومتر مربع (372.7/ميل2).
وتوزع التركيب العرقي للمدينة بنسبة 76.63% من البيض و1.55% من الأمريكيين الأفارقة و1.33% من الأمريكيين الأصليين و0.57% من الأمريكيين ذوي الأصول الآسيوية و0.11% من سكان جزر المحيط الهادئ و17.17% من الأعراق الأخرى و2.65% من عرقين مختلطين أو أكثر و68.60% من الهسبانيون أو اللاتينيون من أي عرق.
بلغ عدد الأسر 5,582 أسرة كانت نسبة 36.5% منها لديها أطفال تحت سن الثامنة عشر تعيش معهم، وبلغت نسبة الأزواج القاطنين مع بعضهم البعض 43.8% من أصل المجموع الكلي للأسر، ونسبة 17.4% من الأسر كان لديها معيلات من الإناث دون وجود شريك، بينما كانت نسبة 5.6% من الأسر لديها معيلون من الذكور دون وجود شريكة وكانت نسبة 33.2% من غير العائلات. تألفت نسبة 29% من أصل جميع الأسر من عدة أفراد يعيشون في نفس المنزل ونسبة 14.4% كانت تتألف من شخص يعيش بمفرده يبلغ من العمر 65 عاماً أو أكثر. وبلغ متوسط حجم الأسرة المعيشية 2.56، أما متوسط حجم العائلات فبلغ 3.16.
بلغ العمر الوسطي للسكان 36.0 عاماً. وكانت نسبة 27.6% من القاطنين تحت سن الثامنة عشر، وكانت نسبة 9.8% بين الثامنة عشر والرابعة والعشرين عاماً، ونسبة 22.3% كانت واقعةً في الفئة العمرية ما بين الخامسة والعشرين والرابعة والأربعين عاماً، ونسبة 21.8% كانت ما بين الخامسة والأربعين والرابعة والستين، ونسبة 18.5% كانت ضمن فئة الخامسة والستين عاماً فما فوق. وتوزع التركيب الجنسي للسكان بنسبة 49.2% ذكور و50.8% إناث.

## المناخ
يظهر الجدول التالي التغييرات المناخية على مدار السنة لديمينغ:
| البيانات المناخية لـديمينغ                  | البيانات المناخية لـديمينغ | البيانات المناخية لـديمينغ | البيانات المناخية لـديمينغ | البيانات المناخية لـديمينغ | البيانات المناخية لـديمينغ | البيانات المناخية لـديمينغ | البيانات المناخية لـديمينغ | البيانات المناخية لـديمينغ | البيانات المناخية لـديمينغ | البيانات المناخية لـديمينغ | البيانات المناخية لـديمينغ | البيانات المناخية لـديمينغ | البيانات المناخية لـديمينغ |
| الشهر                                       | يناير                      | فبراير                     | مارس                       | أبريل                      | مايو                       | يونيو                      | يوليو                      | أغسطس                      | سبتمبر                     | أكتوبر                     | نوفمبر                     | ديسمبر                     | المعدل السنوي              |
| ------------------------------------------- | -------------------------- | -------------------------- | -------------------------- | -------------------------- | -------------------------- | -------------------------- | -------------------------- | -------------------------- | -------------------------- | -------------------------- | -------------------------- | -------------------------- | -------------------------- |
| الدرجة القصوى °ف (°م)                       | 84 (29)                    | 86 (30)                    | 91 (33)                    | 99 (37)                    | 105 (41)                   | 109 (43)                   | 110 (43)                   | 109 (43)                   | 104 (40)                   | 98 (37)                    | 92 (33)                    | 82 (28)                    | 110 (43)                   |
| متوسط درجة الحرارة الكبرى °ف (°م)           | 58.1 (14.5)                | 63.2 (17.3)                | 70.4 (21.3)                | 78.6 (25.9)                | 87.3 (30.7)                | 95.3 (35.2)                | 94.6 (34.8)                | 91.9 (33.3)                | 87.8 (31.0)                | 78.3 (25.7)                | 66.5 (19.2)                | 57.2 (14.0)                | 77.5 (25.3)                |
| المتوسط اليومي °ف (°م)                      | 42.6 (5.9)                 | 46.8 (8.2)                 | 52.8 (11.6)                | 60.1 (15.6)                | 69.8 (21.0)                | 77.1 (25.1)                | 79.5 (26.4)                | 77.5 (25.3)                | 72.1 (22.3)                | 61.6 (16.4)                | 49.8 (9.9)                 | 42.2 (5.7)                 | 61.0 (16.1)                |
| متوسط درجة الحرارة الصغرى °ف (°م)           | 27.1 (−2.7)                | 30.4 (−0.9)                | 35.2 (1.8)                 | 41.6 (5.3)                 | 50.2 (10.1)                | 59.0 (15.0)                | 64.3 (17.9)                | 63.1 (17.3)                | 56.4 (13.6)                | 45.0 (7.2)                 | 33.2 (0.7)                 | 27.3 (−2.6)                | 44.5 (6.9)                 |
| أدنى درجة حرارة °ف (°م)                     | −7 (−22)                   | 6 (−14)                    | 7 (−14)                    | 16 (−9)                    | 23 (−5)                    | 38 (3)                     | 48 (9)                     | 50 (10)                    | 36 (2)                     | 18 (−8)                    | 6 (−14)                    | −2 (−19)                   | −7 (−22)                   |
| الهطول إنش (مم)                             | 0.53 (13)                  | 0.60 (15)                  | 0.32 (8.1)                 | 0.34 (8.6)                 | 0.25 (6.4)                 | 0.53 (13)                  | 1.99 (51)                  | 2.00 (51)                  | 1.17 (30)                  | 0.94 (24)                  | 0.67 (17)                  | 0.90 (23)                  | 10.24 (260)                |
| متوسط تساقط الثلوج إنش (سم)                 | 1.2 (3.0)                  | 0.9 (2.3)                  | 0.3 (0.76)                 | 0.1 (0.25)                 | 0 (0)                      | 0 (0)                      | 0 (0)                      | 0 (0)                      | 0 (0)                      | 0 (0)                      | 0.1 (0.25)                 | 1.0 (2.5)                  | 3.6 (9.1)                  |
| المصدر: The Western Regional Climate Center |                            |                            |                            |                            |                            |                            |                            |                            |                            |                            |                            |                            |                            |

## أعلام
- جورج سكاربورو
- كرايغ نويل